# Тишки (озеро)
Тишки — озеро в Кунашакском районе Челябинской области.

## География
Расположено в южной части Кунашакского района на границе с Красноармейским районом, в непосредственной близости от населённых пунктов: Новое Курманово, Нугуманово, Дубровка, Разъезд № 6 и Сураково.